# Kevljani
Kevljani (szerbül: Кевљани), falu Bosznia-Hercegovinában, Bosanska krajina területén, Prijedor községben, a Szerb Köztársaságban. 

## Fekvése
Bosznia-Hercegovina északnyugati részén, a Potkozarje területén, Banja Lukától légvonalban 30, közúton 40 km-re északnyugatra, községközpontjától légvonalban 13, közúton 21 km-re délkeletre, 170 – 220 méteres tengerszint feletti magasságban, a Lamovički-patak mentén, délnyugat-északkeleti irányban elnyúlva fekszik. Több településrészből áll, domborzata többnyire síkság.

## Népessége
| Nemzetiségi csoport | Népesség 1991 | Népesség 2013 |
| ------------------- | ------------- | ------------- |
| Szerb               | 36            | 17            |
| Bosnyák             | 1893          | 1078          |
| Horvát              | 2             | 1             |
| Jugoszláv           | 3             | 0             |
| Egyéb               | 13            | 4             |
| Összesen            | 1947          | 1100          |

## Története
A település 1878-ig tartozott az Oszmán Birodalomhoz, ekkor a berlini kongresszus határozata alapján az Osztrák-Magyar Monarchia része lett. 1879-ben az első osztrák-magyar népszámlálás során a Prijedori járáshoz és Kozarac községhez tartozó településnek 31 háztartása és 177 muszlim lakosa volt. 1910-ben a Kozaraci járáshoz tartozó településen 82 háztartást és 506 muszlim lakost találtak.
A monarchia szétesésével 1918-ban előbb a Szerb-Horvát-Szlovén Királyság, majd 1929-től a Jugoszláv Királyság része. 1921-ben a községnek 90 háztartása és 572 lakosa volt. Jugoszlávia megszállása után a falu a Független Horvát Állam (NDH) része lett. 
1945-től a település a szocialista Jugoszlávia része volt, az 1963-ig Omarska községhez tartozott. A boszniai háború idején a település a Boszniai Szerb Köztársaság része volt. Kevljani mindössze öt kilométerre van az Omarskai vasércbányától, amely az egyik, boszniai szerbek által fenntartott fogolytábor helyszíne volt. A háborút követően a faluban több háborús sírt találtak. A sírhelyeket a volt Jugoszláviával foglalkozó nemzetközi büntetőtörvényszék (ICTY) nyomozói 1999. május 25. és június 15. között találták meg és exhumálták. Az egyik sírt a nagyrészt lerombolt helyi mecset és a muszlim temető melletti réten fedezték fel. A nyomozók megállapították, hogy Kevljani volt az egyik hely, ahol az egykori Omarska tábor foglyait eltemették. A helyszínen talált bizonyítékok, köztük a tettesek által hagyott nyomok arra utaltak, hogy a sírokat ismét felásták, hogy a holttesteket máshol temessék el. Az exhumáló csapat 15 különböző sírban, 72 teljes vagy csaknem teljes holttestet fedezett fel. A sírhelyet ma a mecset előtt, a lerombolt minaret mellett emléktábla jelöli. Kétszáz méterrel arrébb található Stari Kevljani, Bosanski Krajina legnagyobb tömegsírja, 456 áldozattal.
A daytoni békeszerződést követő területfelosztásnál a település Prijedor község részeként a Szerb Köztársaság területéhez került.

## Nevezetességei

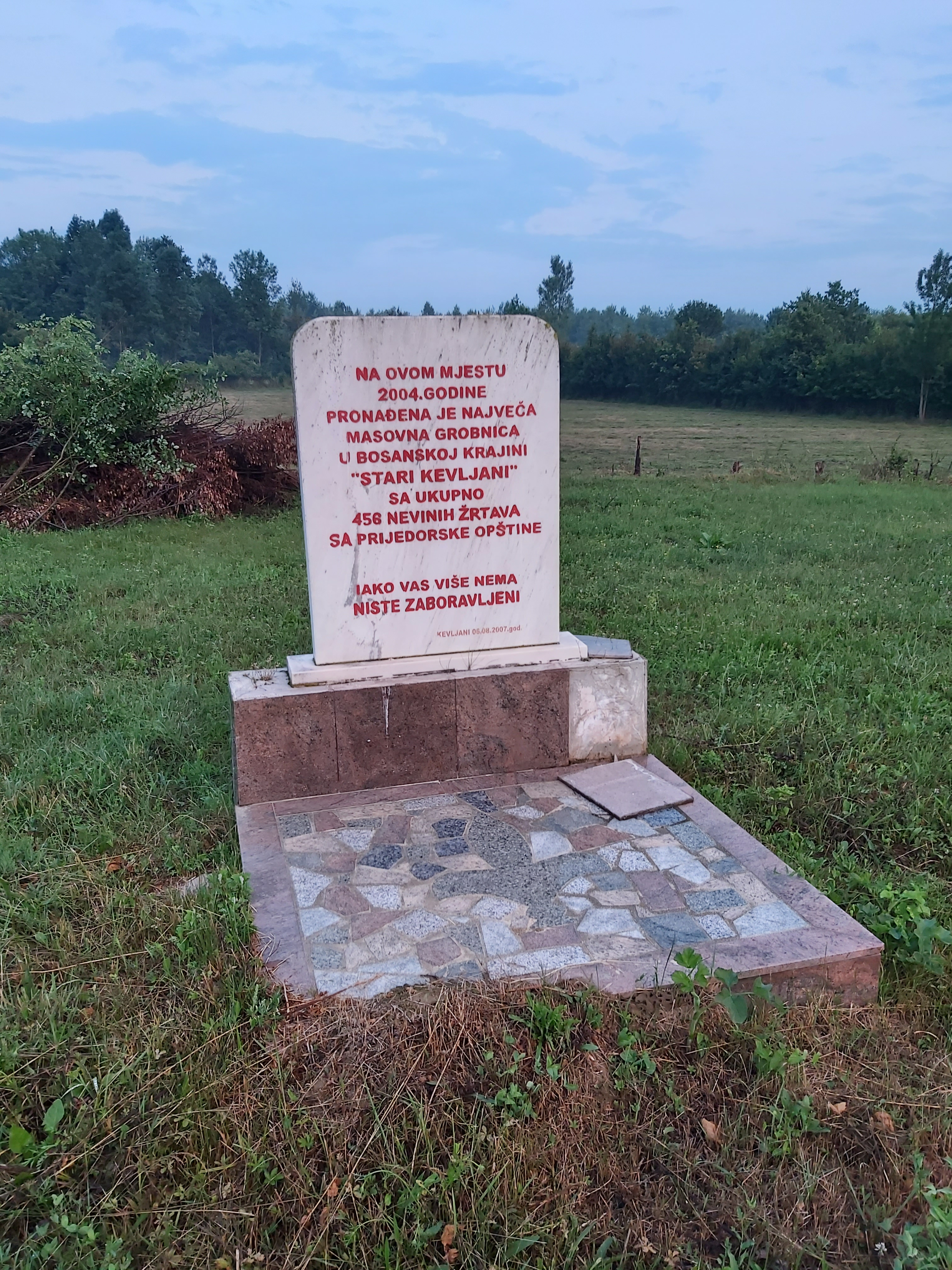
A Stari Kevljani tömegsír emlékköve

- A Prijedori Iszlám Közösség irataiban szereplő információk szerint a kevljani mecsetet a helyi gyülekezet tagjai építették a második világháború előtt. Az 1980-as években, majd a boszniai háború előestéjén újították fel, amikor új, magas beton minarettel és új bejárati karzattal bővítették. A kevljani mecsetet 1992-ben a háború első hónapjaiban elpusztították. A háború végén készült fényképek tanúsága szerint a kevljani mecset teteje megsemmisült, belseje a szabad ég alatt állt. A kerületi falak a tetővonalig állva maradnak. A mecset téglából épült bejárati karzatának homlokfalán egy nagy lyuk (robbanási sérülés?) volt látható. A mecset minaretjének a robbanás következtében ledőlt maradványa a mecset mellett a földön feküdt. A minaret masszív, 3-4 méter magas alapja helyben marad, de a robbanás következtében megrepedt.[8] A mecsetet a háború után újjáépítették.

- A kevljani áldozatok emlékművét az új mecset mellett 2005-ben avatták fel. Mellette mementóként meghagyták a régi mecset minaretjének földön fekvő maradványait.[9]